# Graceful Friends
Graceful Friends (Hangul: 우아한 친구들; RR: Uahan Chingudeul, lit. Elegant Friends), es una serie de televisión surcoreana transmitida del 10 de julio del 2020 hasta el 5 de septiembre del 2020 a través de JTBC.

## Sinopsis
La aparente vida pacífica vida de un grupo de amigos que se conocen desde hace 20 años se rompe repentinamente cuando se produce un asesinato en un pueblo que en gran parte es habitado por parejas de 40 años.

## Reparto

### Personajes principales
| Actor                      | Personaje          | N.º de episodios | Notas |
| -------------------------- | ------------------ | ---------------- | --- |
| Yoo Jun-sang Kwon Hyuk     | Ahn Goong-chul     | 17               | Es el diligente gerente general de la franquicia de alimentos "High-Five Chicken". Lleva una vida aparentemente perfecta con su hermosa esposa Nam Jung-hae e hijo Ahn Yoo-bin. Es un esposo y padre cariñoso para su familia. |
| Song Yoon-ah Joo Da-yeong  | Psiq. Nam Jung-hae | 17               | Es la esposa de Ahn Goong-chul, quien trabaja como psiquiatra en un hospital familiar. Es una mujer hermosa e inteligente, quien le oculta a su marido su trágico pasado: su madre se había suicidado, lo que la afectó mentalmente y ésa era la razón por la cual no hablaba con su padre y por la cual estaba muy unida a su suegra. Su vida da un vuelco cuando conoce a Joo Kang-san, quien comienza a chantajearla.                                                  |
| Bae Soo-bin Han Min        | Dr. Jung Jae-hoon  | 17               | Es un urólogo divorciado proveniente de una familia adinerada, que abandona a su esposa, luego de que ella engordara. Jae-hoon vive sólo y oculta un lado misterioso. Tiene una conexión pasada con Nam Jung-hae, que Ahn Goong-chul no conoce. |
| Kim Sung-oh Choi Dae-han   | Jo Hyung-woo       | 17               | Es un director de cine para adultos al que a menudo burlonamente se le llama el "Bong Joon-ho" de la industria del cine para adultos. Su sueño es convertirse en un director de cine convencional de gran presupuesto, sin embargo no ha podido alcanzarlo. Está casado con Kang Kyung-ja, una antigua actriz de cine para adultos y depende mucho de los ingresos de Kyung-ja.                                                                                           |
| Kim Hye-eun                | Kang Kyung-ja      | 17               | Es la esposa de Jo Hyung-woo, una antigua actriz de películas para adultos quien ahora dirige un lujoso bar. Es la madre del golfista profesional, Kang Ji-wook. |
| Jung Suk-yong              | Park Choon-bok     | 17               | Es un trabajador de una compañía de seguros y empleado a tiempo parcial de un concesionarios de automóviles extranjeros. Está casado con Yoo Eun-sil y la pareja tiene una hija, Park Pu-reum. Choon-book tiene una apariencia mayor a la de su esposa y amigos, por lo que la gente a menudo piensa que es el abuelo de su hija. |
| Lee In-hye                 | Yoo Eun-sil        | 17               | Es la esposa de Park Choon-bok, una ama de casa y la madre de Park Pu-reum. Cuando su esposo lucha económicamente, ella le brinda mucho apoyo. |
| Han Eun-jung Choi Soo-jung | Baek Hae-sook      | -                | Solía ser amiga de Ahn Goong-chul, Jung Jae-hoon, Jo Hyung-woo, Park Choon-bok y Cheon Man-shik, y todos solían estar enamorados de ella cuando estaban en la universidad. Debido a unas circunstancias, tuvo que abandonar la escuela y perdió el contacto con todos ellos, hasta que se reencuentran durante el funeral de Man-shik. Ahora de vuelta en sus vidas, Hae-sook compra un restaurante cerca de donde viven los amigos y parece tener una agenda misteriosa. |
| Kim Won-hae Park Sung-joon | Cheon Man-shik     | -                | Es un funcionario de la División de Recaudación de Impuestos del Ayuntamiento que está casado con Ji Myung-sook y la pareja tiene una hija adolescente, Cheon Soo-ah que estudia en el extranjero. Es un hombre tranquilo y educado, que sufre de depresión. Fue a la universidad con su mejor amigo Ahn Goong-chul. Man-shik, le ha estado ocultando a su familia y amigos un secreto el cual únicamente se revela, sólo después de su muerte.                           |
| Kim Ji-young               | Ji Myung-sook      | -                | Es la esposa de Cheon Man-shik y madre de Cheon Soo-ah. |

### Personajes secundarios
| Actor                  | Personaje             | Episodios donde apareció | Notas |
| ---------------------- | --------------------- | ------------------------ | --- |
| Lee Tae-hwan           | Joo Kang-san          | -                        | Es un atractivo instructor que se destaca por su físico y modales perfectos, pero que en realidad es joven con una adicción al juego con problemas de ira, que sólo quiere una relación con una mujer mayor y adinerada que lo siga financiando. Está obsesionado con Song Yoon-ah, más tarde intenta abusar de ella, pero Yoon-ah logra escaparse. Esa misma noche Kang-san es asesinado. |
| Yeon Je-hyung (연제형) | Kang Ji-wook          | -                        | Es un golfista profesional, así como el hijo de Kang Kyung-ja y el hijastro de Jo Hyung-woo. Más tarde se revela que había estado siendo chantajeado por Joo Kang-san, quien había mandado a Na Ae-ra, para engañarlo a Ji-wook, sin embargo su plan no funciona, ya que él, estaba genuinamente interesado en ella.                                                                       |
| Kim Ji-sung            | Na Ae-ra / Kang Mi-ra | -                        | Es una actriz de películas para adultos, así como la novia de Kang Ji-wook. Es chantajeada por Joo Kang-san para que lo ayude a estafar a la gente. |
| Park Ha-joon           | Ahn Yoo-bin           | -                        | Es el hijo de Ahn Goong-chul y Nam Jung-hae. |
| Shim Hye-yeon          | Park Pu-reum          | -                        | Es la hija de Park Choon-bok y Yoo Eun-sil, quien tiene un amor inocente por Ahn Yoo-bin. |
| Lee Yeon-doo           | Choi Mo-ran           | -                        | Es la exesposa de Jung Jae-hoon, quien se muda a los Estados Unidos después de su divorcio y tiempo después regresa con una apariencia completamente diferente y con el objetivo de recuperar a Jae-hoon. |
| Sa Kang                | Do Do-hae             | -                        | Es la cuidadora de Goo Young-sun en el hogar de ancianos "Dahan", quien estaba enamorada de Cheon Man-shik. |
| Kim Seung-wook         | Det. Jo Tae-wook      | -                        | Es un detective que trabaja en el caso de asesinato y quien también estaba a cargo del caso de asesinato del profesor Park Do-hoon. |
| Song Seung-yong        | -                     | -                        | Es un detective. |
| Jae Sung               | Detective Ji          | -                        | Es un detective. |
| Baek Seung-ik          | -                     | -                        | Es un detective. |

### Otros personajes
| Actor                  | Personaje           | Episodios donde apareció | Notas |
| ---------------------- | ------------------- | ------------------------ | --- |
| Kang Dong-ho           | Seo Joo-won         | 1, 9, 11, 17             | Es un mánager y amigo de Joo Kang-san. |
| Jang Hee-soo           | Oh Soon-jung        | 1, 6, 11                 | Es la presidenta del hospital en el que Nam Jung-hae trabaja.                                                                                                   |
| Nam Sung-jin           | Yang Soo-hyo        | 1, 3, 9                  | Es el CEO de la franquicia "High Five Chicken". |
| Shin Hye-kyung         | -                   | 1, 5, 17                 | Es una empleada de la franquicia "High Five Chicken" y la esposa del señor Seok.                                                                                |
| Kang Nam-gil           | Mr. Seok            | -                        | Es un empleado de la franquicia "High Five Chicken". |
| Song Young-jae         | -                   | 1, 3                     | Es el guardia de seguridad del apartamento. |
| Moon Kyung-min         | -                   | 1-2, 4                   | Es el dueño del restaurante. |
| Jung Jong-woo (정종우) | -                   | 1, 11                    | Es un gánster. |
| Joo Byung-ha (주병하)  | Jun                 | 1                        | |
| Kim Sa-hun             | Hyun                | 1                        | |
| Kim Joo-young          | Kang                | 1                        | |
| Jang Young-hyun        | Min                 | 1                        | |
| Song Hoon (송훈)       | -                   | 1                        | Es un director de anuncios. |
| Lee Chae-min           | -                   | 1                        | Es una empleada del centro de golf. |
| Kim Tae-young          | Prof. Park Do-hoon  | -                        | Es un profesor que es asesinado. |
| Lee Joo-suk            | Prof. Han Eung-shik | -                        | Es un profesor. |
| Kim Hee-ryung          | Goo Young-sun       | 2-4, 6, 16               | Es una paciente con Alzheimer en el hogar de anciados "Dahan", de quien Cheon Man-shik se hizo cargo. También es la esposa del fallecido profesor Park Do-hoon. |
| Kwon Hae-sung          | Moon Hong-ryeol     | 2, 6, 17                 | Es el CEO de la agencia de películas para adultos "Hong Pictures".                                                                                              |
| Choi Gyo-shik          | -                   | 2                        | Es el dueño de una tintorería. |
| Lee Se-rang            | -                   | 2                        | Es una mujer que asiste al funeral. |
| Park Ok-chool          | -                   | 2                        | Es una mujer que asiste al funeral. |
| Jeon Eun-mi            | -                   | -                        | Es una mujer consolando a otra persona. |
| Ji In-ho               | -                   | 3, 9-10                  | Es el subordinado del CEO de la franquicia "High Five Chicken".                                                                                                 |
| Kim Ga-hwa             | Geum Ha-na          | 3, 5                     | Es una trabajadora del hospital y compañera de trabajo de Jung Jae-hoon.                                                                                        |
| Kim Jae-hong           | Enfro. Yeo          | 3, 5                     | Es un enfermero y miembro del staff de Jung Jae-hoon. |
| Jo Yi-haeng            | Kim Jang-hwan       | 3-4, 6                   | En un empleado de la industria de cine para adultos. |
| Jang Jae-kwon          | -                   | 3                        | Es un trabajador del hospital. |
| Lee Sung-il            | -                   | 3                        | Es el jefe del departamento de Neurocirugía. |
| Kim Ri-won             | -                   | -                        | Es un miembro del staff de Nam Jung-hae. |
| Kim Do-shin            | -                   | 3                        | Es el jefe de Park Choon-bok. |
| Ahn Jae-sung           | Det. Ji             | 4                        | Es un detective. |
| Park Jung-eon          | -                   | 4                        | Es una jugadora de póker. |
| Song Chang-gyu         | -                   | 4                        | Es un jugador de póker. |
| Lee Moo-nyoung         | -                   | 4                        | Es un jugador de póker. |
| Yoon Ye-hee            | -                   | 5, 7                     | Esla médico forense del Servicio Forense Nacional. |
| Uhm Chae-young         | Moon Ga-yeon        | 6, 11, 14, 16            | Es la amiga de Ahn Yoo-bin. |
| Sung Byung-sook        | -                   | 7-8, 17                  | Es la madre de Ahn Goong-chul. |
| Lee Moon-soo           | -                   | 7, 17                    | Es el padre de Ahn Goong-chul. |
| Kwon Tae-won           | -                   | 8, 17                    | Es el padre de Nam Jung-hae. |
| Kim Han-sang (김한상)  | -                   | -                        | Es un hombre de mediana edad. |
| Seo Kwang-jae          | -                   | 9                        | Es un empleado de la franquicia "High Five Chicken". |
| Park Gun               | -                   | -                        | Es un empleado de la franquicia "High Five Chicken". |
| Woo Hye-young          | -                   | -                        | Es una empleada de la franquicia "High Five Chicken". |
| Oh Chae-eun            | -                   | -                        | Es una mujer que está en forma en el gimnasio. |
| Jung Myung-joon        | Jung Jae-suk        | 12-13                    | Es el hermano del doctor Jung Jae-hoon. |
| Lim Jung-min           | -                   | -                        | Es un conductor. |

### Apariciones especiales
| Actor         | Personaje     | Episodios donde apareció | Notas |
| ------------- | ------------- | ------------------------ | --- |
| Kim Kwang-kyu | -             | 3-4, 8-9, 17             | Es el CEO de la agencia de cine para adultos "Fantastic Film".                                                          |
| Kim Jun-hyun  | Kim Joon-hyun | 3, 17                    | Es un amigo de Ahn Goong-chul, y el embajador de la marca de la franquicia de pollos "High Five Chicken" donde trabaja. |
| Kim Ji-young  | Cheon Soo-ah  | 2, 5                     | Es la hija adolescente de Cheon Man-shik y Ji Myung-sook, quien estudia en Canadá.                                      |

## Episodios
La serie está conformada por 16 episodios, los cuales fueron emitidos todos los viernes y sábados a las 23:00 (KST).

### Ratings
Los números en color rojo indican las calificaciones más bajas, mientras que los números en azul indican las calificaciones más altas.
| N.º      | Título                                      | Fecha de emisión        | Participación promedio de audiencia (AGB Nielsen) | Participación promedio de audiencia (AGB Nielsen) |
| N.º      | Título                                      | Fecha de emisión        | Nacional                                          | Seúl                                              |
| -------- | ------------------------------------------- | ----------------------- | ------------------------------------------------- | ------------------------------------------------- |
| 1        | Confession                                  | 10 de julio de 2020     | 3.197%                                            | 4.061%                                            |
| 2        | That Woman                                  | 11 de julio de 2020     | 2.685%                                            | 3.299%                                            |
| 3        | Inappropriate Relationship                  | 17 de julio de 2020     | 4.126%                                            | 5.176%                                            |
| 4        | A Secret More Horrifying Than Death         | 18 de julio de 2020     | 3.732%                                            | 4.316%                                            |
| 5        | Confessions                                 | 24 de julio de 2020     | 4.553%                                            | 5.417%                                            |
| 6        | Lie                                         | 25 de julio de 2020     | 4.429%                                            | 5.192%                                            |
| 7        | First Love                                  | 31 de julio de 2020     | 4.320%                                            | 4.904%                                            |
| 8        | The Beginning of a Crack                    | 1 de agosto de 2020     | 4.333%                                            | 4.872%                                            |
| 9        | Pandora's Box                               | 7 de agosto de 2020     | 4.441%                                            | 4.959%                                            |
| 10       | After The Play Is Over                      | 8 de agosto de 2020     | 4.711%                                            | 5.549%                                            |
| 11       | Perfect Strangers                           | 14 de agosto de 2020    | 4.005%                                            | 5.060%                                            |
| 12       | Truth Behind the Incident 1                 | 15 de agosto de 2020    | 4.454%                                            | 5.328%                                            |
| 13       | Things You Cannot Undo                      | 21 de agosto de 2020    | 3.953%                                            | 5.358%                                            |
| 14       | The Man Who Knelt                           | 22 de agosto de 2020    | 4.737%                                            | 5.578%                                            |
| 15       | A Dramatic Twist                            | 29 de agosto de 2020    | 4.865%                                            | 5.834%                                            |
| 16       | In The Mood For Love - Most Brilliant Times | 4 de septiembre de 2020 | 4.785%                                            | 5.898%                                            |
| 17       | Truth Behind the Incident 2                 | 5 de septiembre de 2020 | 5.081%                                            | 6.388%                                            |
| Promedio | Promedio                                    | Promedio                | 4.259%                                            | 5.129%                                            |

## Música
El OST de la serie, está conformado por las siguientes canciones:

### Parte 1
| Año | Artista | Canción          | Notas |
| --- | ------- | ---------------- | ----- |
| 1   | 2morro  | MONALISA         |       |
| 2   |         | MONALISA (Inst.) |       |

### Parte 2
| Año | Artista                                | Canción      | Notas |
| --- | -------------------------------------- | ------------ | ----- |
| 1   | Hanna (한나) (Rememberus (리멤버러스)) | Lost         |       |
| 2   |                                        | Lost (Inst.) |       |

### Parte 3
| Año | Artista      | Canción                       | Notas |
| --- | ------------ | ----------------------------- | ----- |
| 1   | Jang Hye-jin | Where Are You (어디에 있나요) |       |
| 2   |              | Where Are You (Inst.)         |       |

### Parte 4
| Año | Artista | Canción        | Notas |
| --- | ------- | -------------- | ----- |
| 1   | Luna    | Cheers         |       |
| 2   |         | Cheers (Inst.) |       |

### Parte 5
| Año | Artista      | Canción            | Notas |
| --- | ------------ | ------------------ | ----- |
| 1   | Lee Chan-sol | Condolence (위로)  |       |
| 2   |              | Condolence (Inst.) |       |

## Producción
El 18 de enero de 2020, se informó que la JTBC había elegido la serie, la cual ya había terminado sus filmaciones para emitirla.
La serie también es conocida como "Elegant Friends".
Originalmente la serie sería estrenada en junio del 2020, sin embargo debido al brote de COVID-19, este fue retrasado, por lo que fue estrenada en julio del mismo año. El drama es pre-producido.
Fue dirigida por Song Hyun-wook (송현욱), quien contó con los guionistas Kim Kyung-sun (김경선) y Park Hyo-yeon (박효연).
La serie contó con el apoyo de las compañías de producción "Studio&NEW" y "JCN", y fue distribuida por JTBC.

### Distribución internacional
La serie está disponible en iQIYI con subtítulos en varios idiomas en el Sudeste Asiático y Taiwán, y los episodios se actualizaron a las 12:00 p. m. todos los sábados y domingos.